# Suka Tani (Juli)
Suka Tani is een bestuurslaag in het regentschap Bireuen van de provincie Atjeh, Indonesië. Suka Tani telt 490 inwoners (volkstelling 2010).